# Zodarion epirense
Zodarion epirense är en spindelart som beskrevs av Brignoli 1984. Zodarion epirense ingår i släktet Zodarion och familjen Zodariidae.
Artens utbredningsområde är Grekland. Inga underarter finns listade i Catalogue of Life.